# Notopleura perparva
Notopleura perparva är en måreväxtart som först beskrevs av John Duncan Dwyer, och fick sitt nu gällande namn av Charlotte M. Taylor. Notopleura perparva ingår i släktet Notopleura och familjen måreväxter. Inga underarter finns listade i Catalogue of Life.